# Douma (Syrie)
Pour les articles homonymes, voir Duma et Douma (homonymie).
Douma (دوما en arabe) est une ville de Syrie faisant partie du gouvernorat de Rif Dimachq et du district de Douma. La population de la ville était de 117 679 habitants en 2007.

## Pendant laGuerre civile syrienne
La ville est un bastion conservateur sunnite, deux courants politiques semi-clandestins y subsistent : l'islamisme et le nassérisme.
Les premières manifestations anti-régime ont lieu à Douma dès le vendredi 25 mars 2011 et rassemblent des centaines de protestataires. Le vendredi suivant 1er avril, des milliers de personnes manifestent cette fois à Douma, mais les forces de sécurité tirent à balles réelles et tuent dix personnes.
En septembre 2011, les premiers groupes rebelles apparaissent à Douma : le Liwa Chouhada Douma (« brigade des martyrs de Douma »), fondée par Abou Soubhi Taha, un entrepreneur en bâtiment, et le Liwa al-Baraa (« brigade de l’innocence »), créée par le capitaine Abdel Nasser Shmeir, un déserteur de l’armée syrienne. Tous deux se réclament de l'Armée syrienne libre. L'Union islamique Ajnad al-Cham et le Liwa al-Islam, dirigé par Zahran Allouche, apparaissent ensuite.
En 2012, l'armée syrienne envahit Douma à plusieurs reprises. À l'automne 2012, des soldats massacrent à l'arme blanche une trentaine d'habitants.
Durant la guerre civile syrienne, elle fut le théâtre de combats entre l'armée syrienne libre (ASL) et les forces gouvernementales en janvier 2012. En octobre 2012, les rebelles s'emparent d'une grande partie de la banlieue. 
La ville devient le siège du Centre de documentation des violations en Syrie dont les militants des droits humains, y compris la fondatrice, Razan Zaitouneh, sont recherchés par le régime de Bachar el-Assad. Le 9 décembre 2013, elle est enlevée en compagnie de trois autres personnes qui travaillaient avec elle au VDC : Waël Hamada, son mari, Samira al-Khalil et Nazem al-Hamadi. L'enlèvement de ceux qui seront surnommés « Les quatre de Douma » aurait été commis par le groupe Jaych al-Islam selon des membres des Comités locaux de coordination de Syrie, un réseau de militants d'opposition.
Le 16 août 2015, les forces loyalistes bombardent le marché de la ville, faisant plus de 100 morts selon Amnesty International.
Un conseil municipal est formé par l'opposition. Au terme d'élections démocratiques, une liste nassériste arrive en tête, devant la liste salafiste soutenue par Jaych al-Islam.
Le 7 avril 2018, une attaque chimique au chlore effectuée par le régime syrien cause la mort d'une cinquantaine de civils à Douma.
Les rebelles de Jaych al-Islam capitulent le 8 avril 2018 en échange de leur évacuation vers la région d'Idleb. Selon l'OSDH, 14 000 civils et 7 000 combattants de Jaych al-Islam quittent Douma. L'armée syrienne reprend possession de la ville le 14 avril.

## Filmographie
- Still Recording, documentaire dont la réalisation s'est poursuivie à Douma de 2011 à 2015.
- The Cave, documentaire de Feras Fayyad filmé dans un hôpital souterrain durant de siège de la Ghouta orientale.